# SN 2005gl
SN 2005gl是位於棒渦星系NGC 266內的一顆超新星。它是在2005年10月5日被派克特天文台設於格魯吉亞的60公分自動望遠鏡以CCD影像擷取到的，並由與Peter Ceravolo合作的Tim Puckett提出報告。日本的Yasuo Sano 也獨立發現了這顆超新星。
這顆超新星位於星系核心東方29.8″和北方16.7″ 。根據它的光譜，它被分類為II型超新星，是一顆核心塌縮的超新星。它的紅移 z = 0.016，與他的宿主星系相同。
使用哈伯太空望遠鏡的檔案照片，確定了這顆超新星爆炸前的祖恆星，相信是一顆與海山二相似的高光度藍變星 (LBV)，絕對星等為-10.3等，表面溫度大約是13,000K。然而，也有很小的可能性在那兒的是一個小小的緻密星團， 

## 外部連結
- Bishop, David. . International Supernova Network & Rochester Academy of Sciences.   [2009-04-20]. （原始内容存档于2009-03-26）.
- Villard, Ray; Gal-Yam, Avishay. . Hubble News Center. 2009-03-22  [2009-04-20]. （原始内容存档于2009-03-29）.